# Verizon Media
Verizon Media (dalla fondazione al 2018 «Oath Inc.») è stata una sussidiaria di Verizon Communications con la funzione di "società madre" dei portali America On Line (AOL) e Yahoo!.

## Storia
Verizon aveva annunciato l’acquisizione di America On Line nel maggio 2015. L’anno dopo presentato un’offerta per l'acquisto delle attività operative di Yahoo!. L'operazione, annunciata nel luglio 2016, è stata perfezionata nel giugno 2017.
Alla fine del 2018 è stato deciso il cambio di nome, diventato effettivo a partire dall'8 gennaio 2019.
Nello stesso periodo è stata portata avanti una campagna di cessioni:
- nel 2018 Flickr viene ceduto a SmugMug, azienda già attiva nell'hosting di immagini;[3]

- nel 2019 Tumblr viene ceduto ad Automattic, l'azienda che gestisce WordPress;[4]

- nel 2020 HuffPost viene ceduto a BuzzFeed, sito web d'informazione.[5]

Nel settembre 2021 il gruppo Verizon ha ceduto il pacchetto di controllo al fondo Apollo Global Management per 5 miliardi di dollari: la nuova società ha ripreso il nome di Yahoo!

## Marchi
I marchi più importanti posseduti da Verizon Media sono:
- AOL

- - Alto Mail (webmail)

- - AOL Mail (webmail)

- - Cambio.com

- - MapQuest (web mapping)

- - Moviefone

- - RYOT

- TechCrunch

- Engadget

- Autoblog (automobili)

- Yahoo!

- - Flickr (fino al 2018)

- - BrightRoll (pubblicità video)

- - Polyvore

- - Tumblr (fino al 2019)

- - Yahoo! Mail (webmail)

- HuffPost (aggregatore di notizie) (fino al 2020)